# Suite 16
Pour plus de détails, voir Fiche technique et Distribution.
Suite 16 est un film belgo-britannico-néerlandais réalisé par Dominique Deruddere, sorti en 1994.

## Fiche technique
- Titre français : Suite 16
- Réalisation : Dominique Deruddere
- Scénario : Charlie Higson et Lise Mayer
- Photographie : Jean-François Robin
- Musique : Walter Hus
- Production : Frank Bak, Paul Breuls et Victoria Singleton
- Pays d'origine : Belgique - Royaume-Uni - Pays-Bas
- Genre : Drame et thriller
- Format : Couleurs
- Date de sortie : 1994

## Distribution
- Pete Postlethwaite : Glover
- Antonie Kamerling : Chris
- Géraldine Pailhas : Helen
- Tom Jansen : Paul
- Bart Slegers : Rudy
- Suzanne Colin : Femme au chien
- Viviane de Muynck